# Wang Fei (beach-volley)
Pour les articles homonymes, voir Wang Fei.
Dans ce nom chinois, le nom de famille, Wang, précède le nom personnel.
Wang Fei (chinois : 王菲), née le 6 août 1981 dans le Henan, est une joueuse de beach-volley chinoise.

## Palmarès
- Championnats du monde de beach-volley
  -  Médaille d'argent en 2005 à Berlin avec Tian Jia

- Jeux asiatiques
  -  Médaille d'or en 2002 à Busan avec Tian Jia